# Østfold
Fylke Østfold je územněsprávní jednotka v jihovýchodním Norsku. Správním centrem území je město Sarpsborg. Østfold hraničí na severu s krajem Akershus, na západě sousedí přes Oslofjord s krajem Vestfold a na východě se švédským krajem Värmland, Dalsland a na jihu Bohuslän. Územím od severu k jihu protéká řeka Glomma, která ústí u města Fredrikstad do Skagerraku. Přes Østfold vedou silnice E6 a E18. E6 spojuje Oslo s Göteborgem. E18 spojuje Oslo s Karlstadem a se Stockholmem.
1. ledna 2020 vznikl kraj Viken sloučením dvou do té doby samostatných krajů Akershus, Buskerud a Østfold. K 1. lednu 2024 byl kraj Østfold obnoven.

## Obce
- Aremark
- Fredrikstad
- Halden
- Hvaler
- Indre Østfold
- Marker
- Moss
- Rakkestad
- Råde
- Sarpsborg
- Skiptvet
- Våler